# 伊丽莎白·维勒博尔德塞
伊丽莎白·维勒博尔德塞（1978年9月13日—）生于米德尔堡，是一名荷兰女子柔道运动员。曾参加2008年和2012年两届奥运，其中在2008年北京奥运期间收获女子63公斤级的铜牌。